# Luciano Moggi
Luciano Moggi, född 10 juli 1937 i Monticiano, Toscana, Italien, är en fotbollsfunktionär som arbetat som sportchef/sportdirektör i ett flertal italienska fotbollsklubbar. Från slutet av 1970-talet till början av 1990-talet var han anställd av i tur och ordning SSC Napoli, AS Roma, SS Lazio och Torino FC innan han 1994 hamnade i Juventus.
Juventus som i slutet av 1980- och början av 1990-talet haft - med deras mått mätt - relativt skrala resultat, inledde nu en ny storhetstid. Med Moggi som sportchef vann man Serie A 7 gånger 1995-2006 samt Champions League 1996. Moggi hade emellertid redan i sina tidigare klubbar anklagats för en rad oegentligheter, men han hade hela tiden klarat sig undan påföljder, 1998 bevisades att Juventus under Moggis ledning systematisk dopat spelare ofta utan deras vetskap och att detta pågått i alla fall sedan 1993. Moggi och Juventus frikändes dock på grund av en teknikalitet. Under slutet av 1990-talet och början av 2000-talet började allt fler rykten cirkulera att Moggi mutade domare för att de skulle döma till det egna lagets fördel men konkreta bevis saknades. Han påstås även ha band till den napolitanska maffiaorganisationen Camorran. 
Luciano Moggi var djupt inblandad i Serie A-skandalen 2006 och blev i dess rättsliga efterspel dömd till 5 års avstängning från fotbollen.